# By the Way
| 전문가 평가          | 전문가 평가 |
| 총 점수              | 총 점수     |
| 출처                 | 점수        |
| -------------------- | ----------- |
| 메타크리틱           | 70/100      |
| 평가 점수            |             |
| 출처                 | 점수        |
| AllMusic             | [ 2 ]       |
| Blender              | [ 3 ]       |
| Entertainment Weekly | B           |
| The Guardian         | [ 5 ]       |
| Los Angeles Times    | [ 6 ]       |
| NME                  | 7/10        |
| Q                    | [ 8 ]       |
| Rolling Stone        | [ 9 ]       |
| USA Today            | [ 10 ]      |
| The Village Voice    | B−          |

《By the Way》는 2002년 7월 9일, 워너 브라더스 레코드에서 발매된 미국의 록 밴드 레드 핫 칠리 페퍼스의 여덟 번째 스튜디오 음반이다. 이 음반은 첫 주에 286,000장 이상 팔렸고 빌보드 200에서 2위를 기록했다. 싱글에는 〈By the Way〉, 〈The Zephyr Song〉, 〈Can't Stop〉, 〈Dosed〉, 〈Universally Speaking〉이 포함되었다. 《By the Way》의 서정적인 주제 보컬리스트 앤서니 키디스는 이전 레드 핫 칠리 페퍼스의 음반과 다른 개념으로, 키디스는 그의 가사에 대해 좀 더 솔직하고 성찰적인 접근을 하고 있다.
《By the Way》는 비평가들로부터 이 밴드의 이전 스타일에서 탈피했다는 찬사를 받았으며, 레드 핫 칠리 페퍼스가 주는 멜로디와 가라앉은 감정으로 인정받고 있다. 기타리스트 존 프루시안테는 음반의 멜로디 대부분을 작곡하고, 보컬 편곡, 베이스 라인, 기타 진행을 지원함으로써 녹음의 방향을 극적으로 바꾼 것으로 알려져 있다. "그의 따뜻하고 절제된 기타 작업과 그의 두왑 스타일의 보컬 하모니가 이번에는 왕이다." 《By the Way》에는 밴드가 연주한 것으로 알려진 펑크 펑크 퓨전이 거의 포함되어 있지 않았다. 프루시안테는 "《By the Way》는 내 인생에서 가장 행복한 시간들 중 하나였다"라고 썼다. 이 음반은 전 세계적으로 8백만 장 이상 팔렸다.

## 배경
《By the Way》의 작사, 작곡과 편성은 2001년 봄 Californication Tour가 절정에 달한 직후 시작되었다. 《Californication》과 마찬가지로, 창작의 상당 부분은 밴드 멤버들의 집과 녹음실 무대 등 연습 장소에서 이루어졌다. 키디스는 당시 상황을 회상했다. "우리는 마술과 음악, 리프, 리듬, 잼과 그루브를 발견하기 시작했고, 거기에 더해서 빼서 이리저리 밀고 다니며 멜로디를 연주했습니다." 프루시안테와 키디스는 며칠 동안 연속으로 기타 연주와 가사를 공유하면서 공동작업을 했다. 키디스에게 있어, "《By the Way》는 《Californication》과는 전혀 다른 경험이었죠. 존은 제정신이 아니었고 자신감에 넘쳐 있었습니다." 《By the Way》를 녹음하기 전에, 레드 핫 칠리 페퍼스는 다시 릭 루빈이 음반을 프로듀싱하도록 결정했다. 루빈은 과거에, 레드 핫 칠리 페퍼스의 녹음 자료에 창조적인 자유를 부여했다. 이것은 그들이 이 음반이 독특해지는데 필수적이라고 생각한 것이었고, 그의 복귀가 있을 때에만 일어날 수 있었다.

## 삽화
모든 그림, 사진, 예술 방향은 줄리언 슈나벨과 레드 핫 칠리 페퍼스가 담당한다. 《By the Way》의 커버에 등장한 여인은 줄리언 슈나벨의 딸이자 당시 프루시아테의 여자친구였던 스텔라 슈나벨이다. 프루시안테는 "제 여자친구의 아버지가 삽화를 하겠다고 해서 그에게 8곡의 대략적인 혼합물을 보냈고, 그는 그 음반의 느낌을 받았습니다. 그는 우리가 싫으면 기분 나빠하지 않을 거라고 말했지만, 우리는 그가 한 일이 너무 좋았어요. 그는 또한 모든 싱글 음반에 훌륭한 커버를 제공했습니다. 그는 진정한 예술가입니다."
이 음반의 책자 몇 페이지와 〈By the Way〉의 싱글에는 염소 머리 그림이 들어 있다. 황량한 들판에 있는 밴드, 그리고 각각의 밴드 멤버들을 개별적으로 찍은 다소 흐릿하고 흑백의 사진 또한 존재한다.
책자의 작품 대부분은 복제 풀과 식물, 별, 그리고 구분하기 어려운 물체들이 흙 속에 놓여 있는 다양한 장면들이다. 〈The Zephyr Song〉과 〈Can't Stop〉의 싱글 커버는 같은 배경을 가지고 있지만, 약간 다르게 각을 세웠다. 《By the Way》의 가사는 키디스가 분홍색 글자로 쓴 손으로 풍경 위에 올려져 있다.

## 곡 목록
모든 곡들은 플리, 존 프루시안테, 앤서니 키디스, 채드 스미스에 의해 작사/작곡하였다.
| #   | 제목                           | 재생 시간 |
| --- | ------------------------------ | --------- |
| 1.  | 〈By the Way〉                 | 3:37      |
| 2.  | 〈Universally Speaking〉       | 4:19      |
| 3.  | 〈This Is the Place〉          | 4:17      |
| 4.  | 〈Dosed〉                      | 5:12      |
| 5.  | 〈Don't Forget Me〉            | 4:37      |
| 6.  | 〈The Zephyr Song〉            | 3:52      |
| 7.  | 〈Can't Stop〉                 | 4:29      |
| 8.  | 〈I Could Die for You〉        | 3:13      |
| 9.  | 〈Midnight〉                   | 4:55      |
| 10. | 〈Throw Away Your Television〉 | 3:44      |
| 11. | 〈Cabron〉                     | 3:38      |
| 12. | 〈Tear〉                       | 5:17      |
| 13. | 〈On Mercury〉                 | 3:28      |
| 14. | 〈Minor Thing〉                | 3:37      |
| 15. | 〈Warm Tape〉                  | 4:16      |
| 16. | 〈Venice Queen〉               | 6:07      |

## 인증
| 국가                                                                                         | 인증        | 판매량/출하량 |
| -------------------------------------------------------------------------------------------- | ----------- | ------------- |
| 아르헨티나 (CAPIF)                                                                           | 플래티넘    | 40,000^       |
| 오스트레일리아 (ARIA)                                                                        | 5× 플래티넘 | 350,000^      |
| 오스트리아 (IFPI 오스트리아)                                                                 | 플래티넘    | 30,000*       |
| 벨기에 (BEA)                                                                                 | 골드        | 25,000*       |
| 브라질 (Pro-Música Brasil)                                                                   | 2× 플래티넘 | 250,000*      |
| 캐나다 (뮤직 캐나다)                                                                         | 2× 플래티넘 | 200,000^      |
| 덴마크 (IFPI Danmark)                                                                        | 플래티넘    | 50,000^       |
| 핀란드 (Musiikkituottajat)                                                                   | 플래티넘    | 30,000        |
| 프랑스 (SNEP)                                                                                | 플래티넘    | 377,100       |
| 독일 (BVMI)                                                                                  | 3× 골드     | 450,000       |
| 그리스 (IFPI 그리스)                                                                         | 플래티넘    | 30,000^       |
| 홍콩 (IFPI 홍콩)                                                                             | 골드        | 10,000*       |
| 헝가리 (MAHASZ)                                                                              | 골드        | 10,000^       |
| 이탈리아 (FIMI) sales since 2009                                                             | 골드        | 25,000        |
| 일본 (RIAJ)                                                                                  | 2× 플래티넘 | 400,000^      |
| 네덜란드 (NVPI)                                                                              | 플래티넘    | 80,000^       |
| 뉴질랜드 (RMNZ)                                                                              | 2× 플래티넘 | 30,000^       |
| 폴란드 (ZPAV)                                                                                | 골드        | 0*            |
| 스페인 (PROMUSICAE)                                                                          | 플래티넘    | 100,000^      |
| 스웨덴 (GLF)                                                                                 | 플래티넘    | 60,000^       |
| 스위스 (IFPI 스위스)                                                                         | 2× 플래티넘 | 80,000^       |
| 영국 (BPI)                                                                                   | 7× 플래티넘 | 2,100,000     |
| 미국 (RIAA)                                                                                  | 2× 플래티넘 | 2,000,000^    |
| 요약                                                                                         |             |               |
| 유럽 (IFPI)                                                                                  | 3× 플래티넘 | 3,000,000*    |
| *판매량을 기반으로 한 인증 · ^출하량을 기반으로 한 인증 · 판매량+스트리밍을 기반으로 한 인증 |             |               |